# چارلز جان واترز
چارلز جان واترز (به انگلیسی: John Waters؛ ۲ سپتامبر ۱۹۳۵ – ۲۹ ژانویهٔ ۲۰۲۵) نظامی اهل بریتانیا بود.
وی برندهٔ جوایزی همچون نشان حمام و نشان امپراتوری بریتانیا نیز شده‌بود.
واترز در ۲ سپتامبر ۱۹۳۵ در رانگون، برمه بریتانیا متولد شد. واترز که در مدرسه اوندل تحصیل کرده بود، در فوریه ۱۹۵۶ به هنگ گلاسترشر پیوست. او در سال ۱۹۷۵ به عنوان افسر فرمانده گردان اول هنگ گلاسترشر منصوب شد. او در سال ۱۹۷۹ به عنوان فرمانده تیپ سوم پیاده نظام، در طول جنگ فالکلند در سال ۱۹۸۲ به عنوان معاون فرمانده نیروهای زمینی در فالکلند و در سال ۱۹۸۳ به عنوان افسر کل فرمانده لشکر چهارم زرهی منصوب شد. او در سال ۱۹۸۶ فرمانده کالج ستاد، کمبرلی، در سال ۱۹۸۸ افسر کل فرمانده ایرلند شمالی و در سال ۱۹۹۰ فرمانده کل نیروهای زمینی بریتانیا شد. سرانجام او از سال ۱۹۹۳ تا ۱۹۹۴ که بازنشسته شد، معاون فرمانده عالی متفقین اروپا شد.
واترز در ۲۹ ژانویهٔ ۲۰۲۵، در سن ۸۹ سالگی درگذشت.